# Allens lag
Allens lag är en biologisk regel som säger att varmblodiga djur från kalla klimat tenderar att ha kortare extremiteter än motsvarande djur i varma klimat. Regeln föreslogs av biologen Joel Asaph Allen år 1877.

## Teori

Båda figurerna har samma volym. Den vänstra figuren har dock mindre yta än den till höger. En organism som vill minimera värmeförluster till omgivningen, kan göra det genom att efterlikna figuren till vänster.

Den teoretiska förklaringen till Allens lag är att endoterma (varmblodiga) djur med samma volym samtidigt kan ha olika stor ytarea. Genom att minska storleken på extremiteter som ben, öron, stjärtar och svansar kan djur i ett kallt klimat skapa mindre ytor med päls eller hud som exponerar organismen mot den kalla omgivningen. På så sätt kan de minimera värmeförluster till omgivningen.
Motsvarande förhållande gäller för djur som lever i ett varmt klimat och är i behov av svalka.